# 西鉄雑餉隈線
雑餉隈線（ざっしょのくません）は、かつて西日本鉄道（西鉄）により、大牟田線の雑餉隈駅から分岐し、日本国有鉄道（国鉄）博多駅に至る目的で計画された鉄道路線（未成線）である。
西鉄の前身である九州鉄道（2代目）が、軍需工場へのアクセス路線として太平洋戦争中に計画した路線を元にし、戦後は都市圏の通勤輸送を目的として、昭和22年（1947年）5月に免許を申請し、昭和24年（1949年）に取得した。博多駅 - 雑餉隈駅間はほぼ直線の線形で向かう予定で、福岡（天神） - 二日市間の混雑緩和もその目的に含まれていた。
予定駅
博多駅 - 比恵駅 - 東光寺駅 - 諸岡駅 - 雑餉隈駅
だが、鹿児島本線の電化で当線の建設意義が以前より薄れたことに加え、博多駅の移転（1963年〈昭和38年〉12月）も重なったことから、未開発地域への路線延伸に伴うリスクを勘案して着工はされず、1972年（昭和47年）2月に免許を失効させ、計画は白紙となっている。
なお、雑餉隈駅付近から伸びる筑紫通りは、西鉄雑餉隈線の敷設予定地であったと言われている。